# Thiago Quirino
Thiago Quirino (ur. 4 stycznia 1985) – brazylijski piłkarz występujący na pozycji napastnika.

## Kariera klubowa
Od 2003 roku występował w klubach Atlético Mineiro, Djurgården, Consadole Sapporo, Daegu FC, Shonan Bellmare, Nadi asz-Szab, Ventforet Kofu i Oita Trinita.